# Manoku Village
Manoku Village är en ort i Kiribati.   Den ligger i örådet Abemama och ögruppen Gilbertöarna, i den sydöstra delen av landet, 150 km sydost om huvudstaden Tarawa. Manoku Village ligger 6 meter över havet och antalet invånare är 247. Den ligger på ön Manoku.
Terrängen runt Manoku Village är mycket platt.  Närmaste större samhälle är Tekatirirake Village, 16,9 km nordväst om Manoku Village. 